# マルコーニ・エクスプレス
マルコーニ・エクスプレス（伊・英: Marconi Express）は、イタリア共和国ボローニャで運行するモノレール路線である。
延長は5キロメートルであり、ラッザレット (Lazzaretto) に中間駅および車庫がある、ボローニャ・グリエルモ・マルコーニ空港からボローニャ中央駅までを結んでいて、移動時間には7分20秒かかる。
このシステムは、スイス企業のインタミン社によって提供された。デザインは建築家のマッシモ・イオザ・ギーニ（Massimo Iosa Ghini）が担当した。
2015年10月31日より建設が開始され、2020年11月旅客輸送業務を開始した。

## 駅
路線の3駅（空港駅、ラッザレット駅、中央駅）は、それぞれエレベーターとエスカレーターが設置されている。アクセスには階段はなく、ボローニャ中央駅から空港駅のルートはすべて屋根が設置されている。すべての駅は出入口が回転式改札口になっている。自動券売機も設置してあり、非接触カードでも改札を通れるシステムになっている。30日以内に往復すると往復運賃が適用される。

### 駅一覧
路線には3駅がある。駅名は公式ウェブサイト表示に従っている。
- ボローニャ空港駅（BOLOGNA AEROPORTO / AEROPORTO DI BOLOGNA “G. MARCONI”）

ボローニャ・グリエルモ・マルコーニ空港と屋根付き通路で直結している。
- ラッザレット駅（LAZZARETTO）

市街地から空港までの中間地点に当たる。車庫につながっている。
- ボローニャ中央駅（STAZIONE CENTRALE DI BOLOGNA）

ボローニャ中央駅に道路を挟んで直結している。

## 運行
毎日5:40から深夜0:00まで運行されている。15分間隔で、ピーク時は7分半間隔となる。運行が中断すると、TPER（エミリア・ロマーニャ旅客交通公社）によって代替バスが運行される。

## 車両
マルコーニ・エクスプレスの車両は、両方向用となっており、2両編成となっている。一車両編成は48人の定員である。最高速度は時速70km/hとなっている。車両にはモニター画面と無料Wifiが設置されている。
運行開始はコロナウイルス感染防止のための規制により、定員を通常時の半分に制限され、一車両編成24人（一両12人）で運行された。